# فأر صحراوي قزم
فأر صحراوي قزم (الاسم العلمي: Mus indutus) (بالإنجليزية: Desert Pygmy Mouse)‏ هو نوع من الحيوانات يتبع جنس الفأر من الفصيلة الفأرية.